# Мировка (Хмельницкая область)
Мировка (укр. Мирівка) — село в Волочисском районе Хмельницкой области Украины.
Население по переписи 2001 года составляло 410 человек. Почтовый индекс — 31246. Телефонный код — 3845. Занимает площадь 1,506 км². Код КОАТУУ — 6820988202.

## Местный совет
31246, Хмельницкая обл., Волочисский р-н, с. Федорки